# بي دي ونغ
بي دي ونغ (بالإنجليزية: B. D. Wong)‏ مواليد 24 أكتوبر 1960 في سان فرانسيسكو، هو ممثل أمريكي بدأ مسيرته الفنية عام 1983.

## الأعمال

### أفلام
- العالم الجوراسي
- التركيز
- سبع سنوات في التبت
- قرار إداري
- الحديقة الجوراسية
- فتى الكاراتيه الجزء الثاني

### مسلسلات
- السيد روبوت
- القلب العادي
- القانون والنظام: الوحدة الخاصة للضحايا
- دامو ستحيل
- الملفات الغامضة
- 1997- 2003: أو زد

### ألعاب فيديو
- المملكة هارتس II

## وصلات خارجية
- بي دي ونغ على موقع IMDb (الإنجليزية)
- بي دي ونغ على موقع روتن توميتوز (الإنجليزية)
- بي دي ونغ على موقع ألو سيني (الفرنسية)
- بي دي ونغ على موقع ميوزك برينز (الإنجليزية)
- بي دي ونغ على موقع ميوزك برينز (الإنجليزية)
- بي دي ونغ على موقع أول موفي (الإنجليزية)
- بي دي ونغ على موقع قاعدة بيانات برودواي على الإنترنت (الإنجليزية)
- بي دي ونغ على موقع قاعدة بيانات الأفلام السويدية (السويدية)
- بي دي ونغ على موقع إن إن دي بي (الإنجليزية)
- بي دي ونغ على موقع قاعدة بيانات الفيلم (الإنجليزية)